# Pascal (Santa Lucía)
Pascal es una localidad de Santa Lucía, que forma parte del distrito de Dennery.